# Saint-Victor, Québec
Saint-Victor, ibland Saint-Victor-de-Beauce, är en kommun i provinsen Québec i Kanada. Den ligger i regionen Chaudière-Appalaches, i den sydöstra delen av landet, 400 km öster om huvudstaden Ottawa. Kommunen bildades 1996 genom sammanslagning av bykommunen med samma namn och socknen Saint-Victor-de-Tring.